# Petro Kalnychevsky
Petro Kalnychevsky (en russe : Пётр Иванович Калнышевский ; en ukrainien : Петро Калнишевський), mort en 1803, est un militaire et homme politique cosaque.

## Biographie
Ataman cosaque, il sert aux côtés des Russes lors de la guerre russo-turque de 1768-1774, il fait partie des cosaques qui défendent leur indépendance vis-à-vis de la Russie. Après la destruction du Sitch zaporogue en 1775, il est arrêté, incarcéré au monastère Solovetski. Il reçoit le pardon d'Alexandre Ier et est libéré en 1802, avant de mourir en 1803.

### Postérité
Il est canonisé en 2008 par l'Église orthodoxe d'Ukraine et en 2014 par l'Église orthodoxe ukrainienne (patriarcat de Moscou). La 27e brigade d'artillerie et la 21e brigade de protection de l'ordre public d'Ukraine portent son nom.

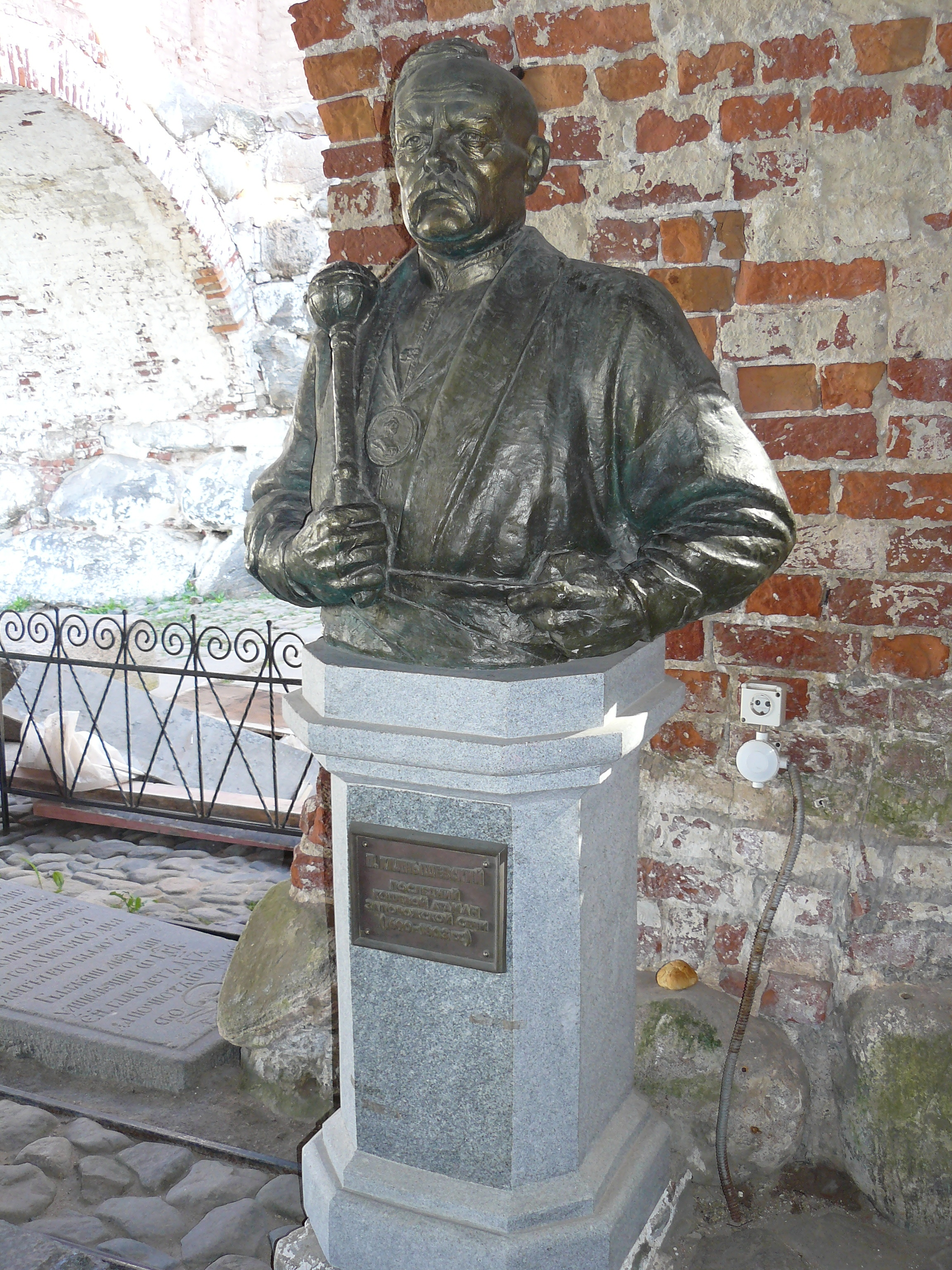
Monument dans le monastère Solovetski,
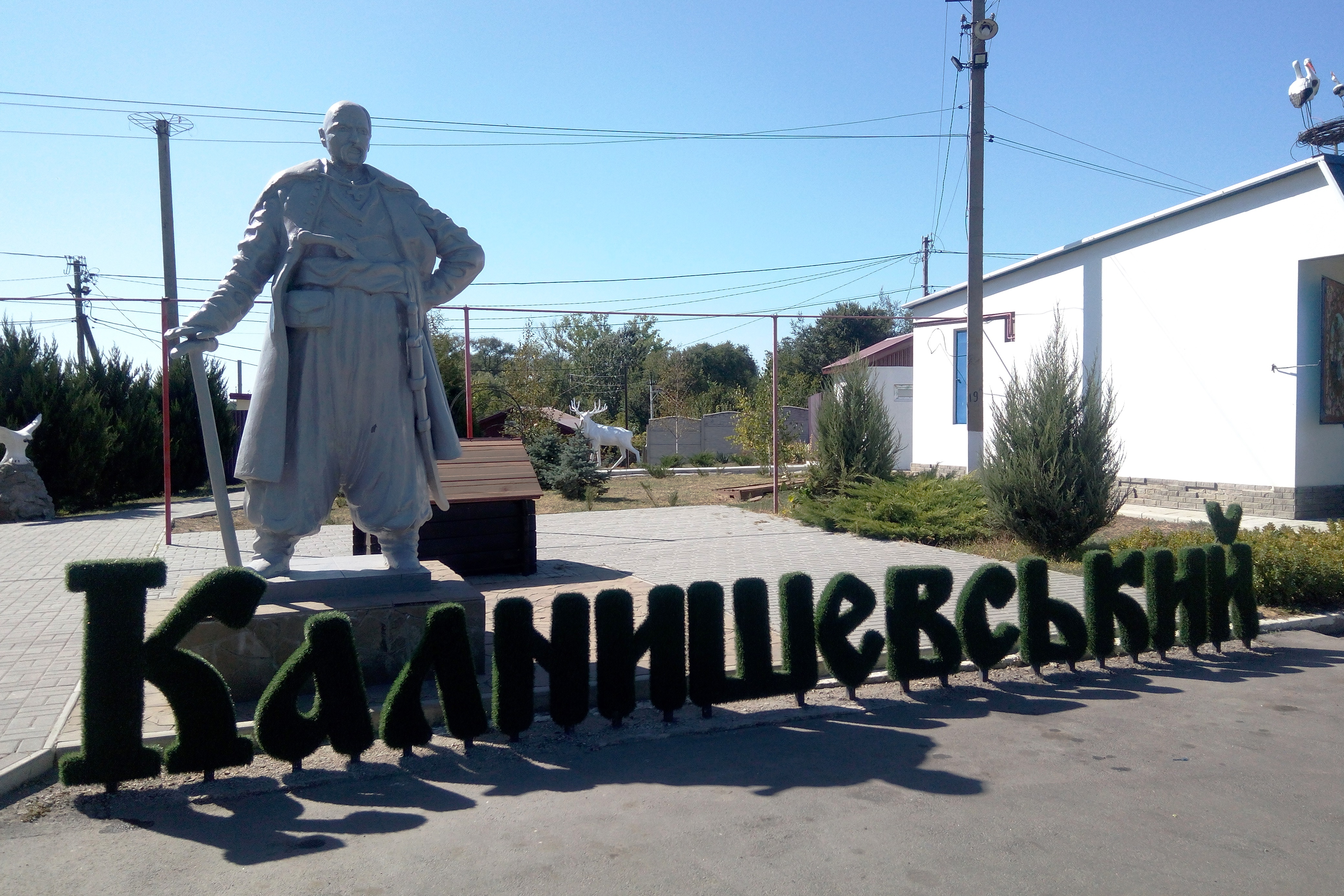
à Petrykivka.